# 638
638 (DCXXXVIII) fue un año común comenzado en jueves del calendario juliano, en vigor en aquella fecha.

## Acontecimientos
- 9 de enero: VI Concilio de Toledo.
- Febrero. El patriarca Sofronio entrega Jerusalén al califa Omar.
- Introducción del calendario musulmán.
- Epidemia de peste en Siria.
- Los árabes invaden Tiro.
- Dagoberto I, rey de los francos, contiene la sublevación de los gascones.

## Fallecimientos
- 12 de octubre: Honorio I, papa.
- 9 de diciembre: Sergio I, patriarca de Constantinopla.